# LW Award
Der LW Award (bis 2020 Orbanism Award, bis einschließlich 2016 Virenschleuder-Preis) ist ein von 2011 bis 2017 jährlich vergebener Preis für digitales Marketing. 

## Preisvergabe
Ausgezeichnet wird das beste Marketing im Bereich Kultur und Medien. Im Gegensatz zu anderen Marketingpreisen wird jede Nominierung veröffentlicht, sodass ein Erfahrungsaustausch entsteht. Die Preisverleihung findet jeweils im Herbst im Rahmen der Frankfurter Buchmesse statt. Veranstaltet wird der Preis seit 2011 von Leander Wattig in Kooperation mit der Frankfurter Buchmesse und gehört laut dem Portal buchreport zu den „wichtigsten dort verliehenen Preisen“. 2016 wurde der Preis in „Orbanism Award“ umbenannt. Der Name „Orbanism“ entstand als Kofferwort aus ,urbanism‘ (,Urbanismus‘) und ,Orbis‘ (,Weltlauf‘, siehe Urbi et orbi). Zwischen 2018 und 2020 wurde der Preis nicht verliehen, 2020 wurde er in LW Award umbenannt.

## Preisträger
| Jahr | Preisträger | Jury |
| 2011 | Verlag Antje Kunstmann (Kategorie Verlage) Audible (Kategorie Buchhandel) euryclia (Kategorie andere Buchbranchen-Akteure) | Keine (Internetabstimmung) |
| 2012 | Binooki Verlag (Kategorie Maßnahme) Hanser Verlag (Kategorie Strategie) | Keine (Internetabstimmung) |
| 2013 | brandsatz GmbH (Kategorie Maßnahme/Strategie) Frohmann Verlag (Kategorie Idee) Lars Fischer (Kategorie Persönlichkeit) | Zoë Beck (Autorin), Claudia Michalski (Verlagsgruppe Handelsblatt), Wibke Ladwig (Social Media Beraterin), Olaf Kolbrück (dfv Mediengruppe), Jochen Mai (Yello Strom), Frank Krings (Frankfurter Buchmesse) |
| 2014 | Buchhandlung Lessing und Kompanie (Kategorie Maßnahme/Strategie) Pinakotheken im Kunstareal München (Kategorie Idee) Zoë Beck (Kategorie Persönlichkeit) | Kerstin Hoffmann (Beraterin), Elisabeth Rank (Wired Germany), Claudia Michalski (Verlagsgruppe Handelsblatt), Annette Schwindt (Autorin), Karla Paul (Hoffmann und Campe), Frank Zimmer (Werben & Verkaufen), Klaus Eck (Eck Consulting Group), Markus Gogolin (Frankfurter Buchmesse)                                                           |
| 2015 | Bayerische Schlösserverwaltung (Kategorie Kampagne) Eric Jarosinski aka @NeinQuarterly (Kategorie Strategie/Plattform) Bonnier-Verlage Carlsen, Forever, Impress, Piper und Ullstein (Kategorie Idee) Digital Media Women (Kategorie Team) Johannes Korten (Kategorie Persönlichkeit) | Pia Betton (edenspiekermann_), Juliane Leopold (BuzzFeed Deutschland), Karla Paul (Edel eBooks), Poppy J. Anderson (Autorin), Anke von Heyl (Beraterin), Martin Hoffmann (Die Welt), Sascha Lobo (Autor), Frank Zimmer (Werben & Verkaufen), Markus Gogolin (Frankfurter Buchmesse)                                                              |
| 2016 | Kulturkaufhaus Dussmann (Kategorie Kampagne) Carlsen Verlag (Kategorie Strategie/Plattform) Carl Hanser Verlag (Kategorie Idee) Polizeipräsidium Frankfurt am Main (Kategorie Team) Susanne Kasper (Kategorie Persönlichkeit)                                                         | Nina George (Autorin), Carline Mohr (Spiegel Online), Melanie Raabe (Autorin), Karin Schmidt-Friderichs (Verlag Hermann Schmidt), Sophie Weigand (Literaturbloggerin), Peter Wittkamp (freier Konzepter und Autor), Sascha Lobo (Autor), Felix Wegener (Direttissima), Frank Zimmer (Werben & Verkaufen), Markus Gogolin (Frankfurter Buchmesse) |
| 2017 | Kein & Aber (Kategorie Bestes Live-Marketing B2C) Blogfabrik (Kategorie Bestes Live-Marketing B2B) TINCON (Kategorie Beste Publikumsveranstaltung) CommunityCamp Berlin (Kategorie Beste Fachveranstaltung) Lina Timm (Kategorie Bester Menschenvernetzer)                            | Nora Gomringer (Lyrikerin), Maren Heltsche (Data-Analyst & Developer), Susanne Kasper (Literaturschock), Nora-Vanessa Wohlert (EDITION F), Christian Lindner (Journalist), Holger Schellkopf (Verlag Werben & Verkaufen), Markus Gogolin (Frankfurter Buchmesse)                                                                                 |
| 2018 | Nicht vergeben | Entfällt |